# Даишо
Даишо је назив за два самурајска мача: катану и вакизаши. Даишо долази од речи "daito" (што значи велики, и односило се на катану) и "shoto" (јап. „мали“, односило се на вакизаши). Даишо се увек носио у јавности. За самураја је била срамота појавити се без њега. Самураји су даишо мењали ако би се истрошио. Иако су мач сматрали душом самураја даишо се преносио с генерације на генерацију као породично наслеђе. 

## Ношење
Даишо се увек носио на левој страни с оштрицама према горе. Ако су мачеви у вишем положају значи да је самурај такође вишег положаја. Вакизаши се носио испод катане и често у готово водоравном положају док је катана ишла више према доле, укосо. Даишо је стављен иза обија који га донекле држи и завезан ужетом који у потпуности спречава мачеве да испадну. Уже се понекад користи да се засучу рукави. Када се улази у кућу самураја вишег чина мачеви се дају слуги да их однесе, а у неким случајевима се стављају на под (иако ће самурај чешће задржати вакизаши или барем тесен).

## Делови
Оба мача имају следеће делове:
- (дршка)
- (штитник мача)
- (врх мача)